# Absolument inflexible
Absolument inflexible (titre original : Absolutely Inflexible) est une nouvelle de science-fiction de Robert Silverberg, mettant en scène un paradoxe temporel.

## Publications
Si l'on ne prend en compte que les parutions aux États-Unis, au Royaume-Uni, en Allemagne, au Portugal et en France, la nouvelle a été publiée, entre 1956 et 2012, à 23 reprises dans des recueils de nouvelles de Silverberg ou dans des anthologies regroupant des nouvelles de divers auteurs.

### Première publication aux États-Unis
La nouvelle est parue aux États-Unis en juillet 1956 sous le titre Absolutely Inflexible dans Universe Science fiction.

### Publications en Allemagne et au Portugal
La nouvelle a été publiée au Portugal dès 1967 sous le titre Absolutamente inflexível, et en Allemagne sous le titre Absolut unbeugsam en 1970 puis en octobre 1971.

### Publications en France
La nouvelle est tout d'abord parue en langue française en 1977, avec une traduction de Didier Pémerlé dans l'anthologie L'Année 1977-1978 de la Science-Fiction et du Fantastique.
La nouvelle est ensuite parue en 1979 dans l'anthologie Le Livre d'or de la science-fiction : Robert Silverberg.
Puis la nouvelle est parue en 2002, aux éditions Flammarion, dans le recueil Le Chemin de la nuit (grand format), avec une traduction de Jacques Chambon. 
Une nouvelle édition en format poche est intervenue chez J'ai lu en 2004 avec la même traduction. 
La nouvelle est ainsi l'une des 124 « meilleures nouvelles » de Silverberg sélectionnées pour l'ensemble de recueils Nouvelles au fil du temps, dont Le Chemin de la nuit est le premier tome.

## Résumé
Au XXVIIIe siècle, on arrête tous les voyageurs temporels venus du passé, et une fois arrêtés, on les envoie en détention sur la Lune. Il s'agit en fait d'une quarantaine sanitaire à perpétuité.
En effet, autant les siècles passés étaient colonisés par les microbes et autres virus, autant le XXVIIIe siècle est vierge de toute maladie : un simple rhume tuerait des milliers de personnes.
Le responsable de l'équipe chargée de procéder aux arrestations et à l'envoi en détention est Malher, appelé par tout le monde « l'inflexible Malher » : il ne se laisse jamais apitoyer par les supplications, les promesses ou les menaces des voyageurs temporels, appelés aussi « les Anachroniques ». Il est absolument inflexible (d'où le titre de la nouvelle).
Ce jour-là, justement, on vient d'arrêter un voyageur temporel. La procédure-standard a été suivie : un scaphandre lui a été immédiatement appliqué sur le corps ; il a été ligoté ; il comparaît devant Malher. Le chef d'équipe qui l'a arrêté explique à Malher que selon le voyageur temporel, il est en possession d'un diachrone (machine à voyager dans le temps) permettant d'aller aussi bien dans le passé que dans le futur.
Or tout le monde sait que le voyage dans le temps ne permet d'aller que dans le futur. Le voyage vers le passé est une impossibilité technique et philosophique, et d'ailleurs, jamais aucun voyageur en provenance du futur n'a été interpellé.
L'homme comparaît devant Malher et, d'abord surpris, comprend très vite qu'aucune rebuffade ne sera tolérée. Il est immédiatement envoyé en détention sanitaire par Malher, qui garde le diachrone.
Intrigué, Malher met en marche l'appareil. Il se retrouve propulsé dans le passé ! Il reste quelque temps dans ce passé oublié, puis décide de revenir à son époque, au jour même d'où il est parti.
Revenant à son époque, il est capturé par la Patrouille temporelle et considéré comme un Anachronique issu du passé. Sans qu'il ait pu faire le moindre geste, il est placé dans un scaphandre de protection et amené devant… Malher, c'est-à-dire lui-même.
Il découvre alors qu'il est l'homme qu'il a envoyé quelques heures auparavant en détention sanitaire. Sachant que « l'inflexible Malher » ne lui fera pas grâce, et se souvenant de ce qui s'est passé peu de temps auparavant, il se laisse faire.
Il a le temps de se poser la question : finalement, qui a créé ce diachrone, et à quelle époque ?